# Boompjes
Pour un article plus général, voir Rotterdam.
La Boompjes est une avenue de l'arrondissement de Rotterdam-Centre, au sein de la commune de Rotterdam en Hollande-Méridionale. Elle est située le long de la Nouvelle Meuse, sur la rive droite du fleuve.

## Situation et accès
| - OpenStreetMap Géocalisation de Boompjes au sein de la commune de Rotterdam. |

L'avenue Boompjes est localisée dans l'arrondissement de Rotterdam-Centre, au sein de la commune de Rotterdam en Hollande-Méridionale. Cette rue est délimitée par la Schiedamsedijk, au sud-ouest et par celle de Blaak, au nord-est.
Les stations de métro les plus proches sont Leuvehaven, Beurs et Blaak.

## Origine du nom
Le mot « boompjes » (« petits arbres » en français) fait référence aux arbres plantés sur l'avenue.

## Historique

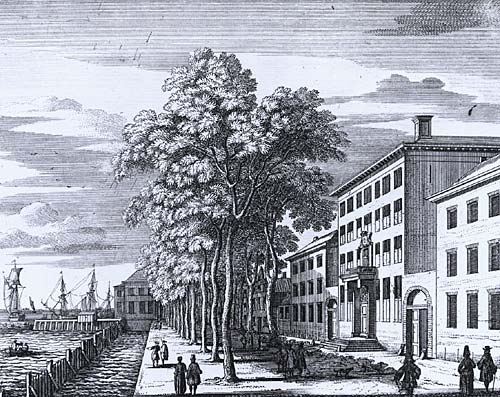
La promenade, vers 1700, avec la Oostindisch Huis

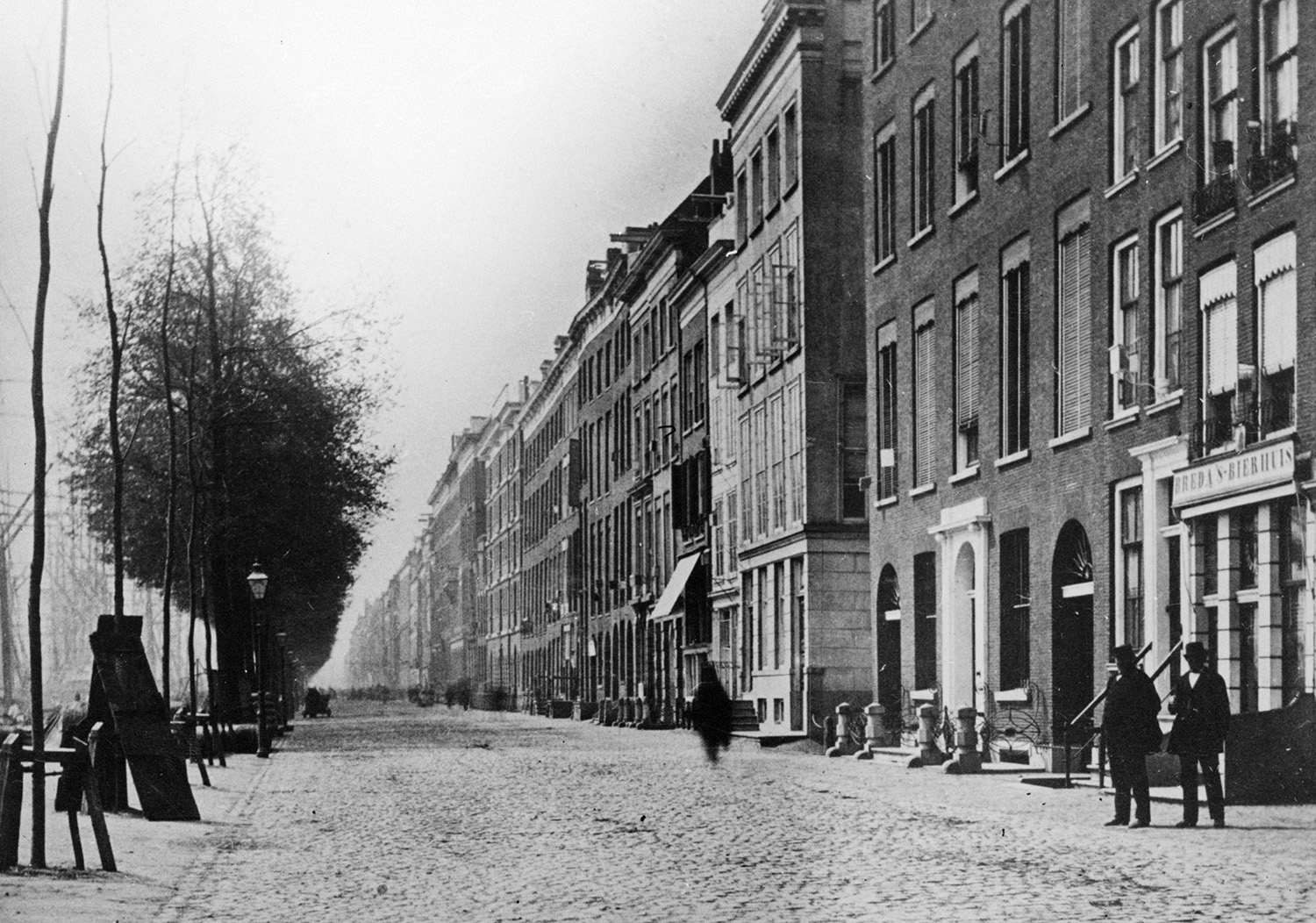
La Boompjes en 1868.

Vers 1600, Rotterdam s'étend au-delà de la digue de Schieland. Une promenade piétonne est construite entre le Leuvehaven et le Vieux-Port. En 1615, une double rangée de tilleuls est plantée, puis des saules sont ajoutés.
Le quai a été brièvement rebaptisé « quai Napoléon » en 1811, durant l'occupation du pays par les Français jusqu'en 1813.
La fonction récréative a continué à être au premier plan durant le XIXe siècle. Après 1878, avec la construction du pont Guillaume, elle devient un axe routier.
Durant les combats de mai 1940, la rue est sur la ligne de front, et subit des dommages importants lors du bombardement de Rotterdam le 14 mai 1940. La plupart des bâtiments historiques sont détruits, notamment l'Oostindisch Huis, ancien siège de la Compagnie néerlandaise des Indes orientales, l'église luthérienne suédoise et la synagogue. Une synagogue ABN Davids est construite en 1954 sur l'avenue Bentincklaan (place ABN Davidsplein) ; l'emplacement de la synagogue des Boompjes est marqué d'une plaque commémorative.

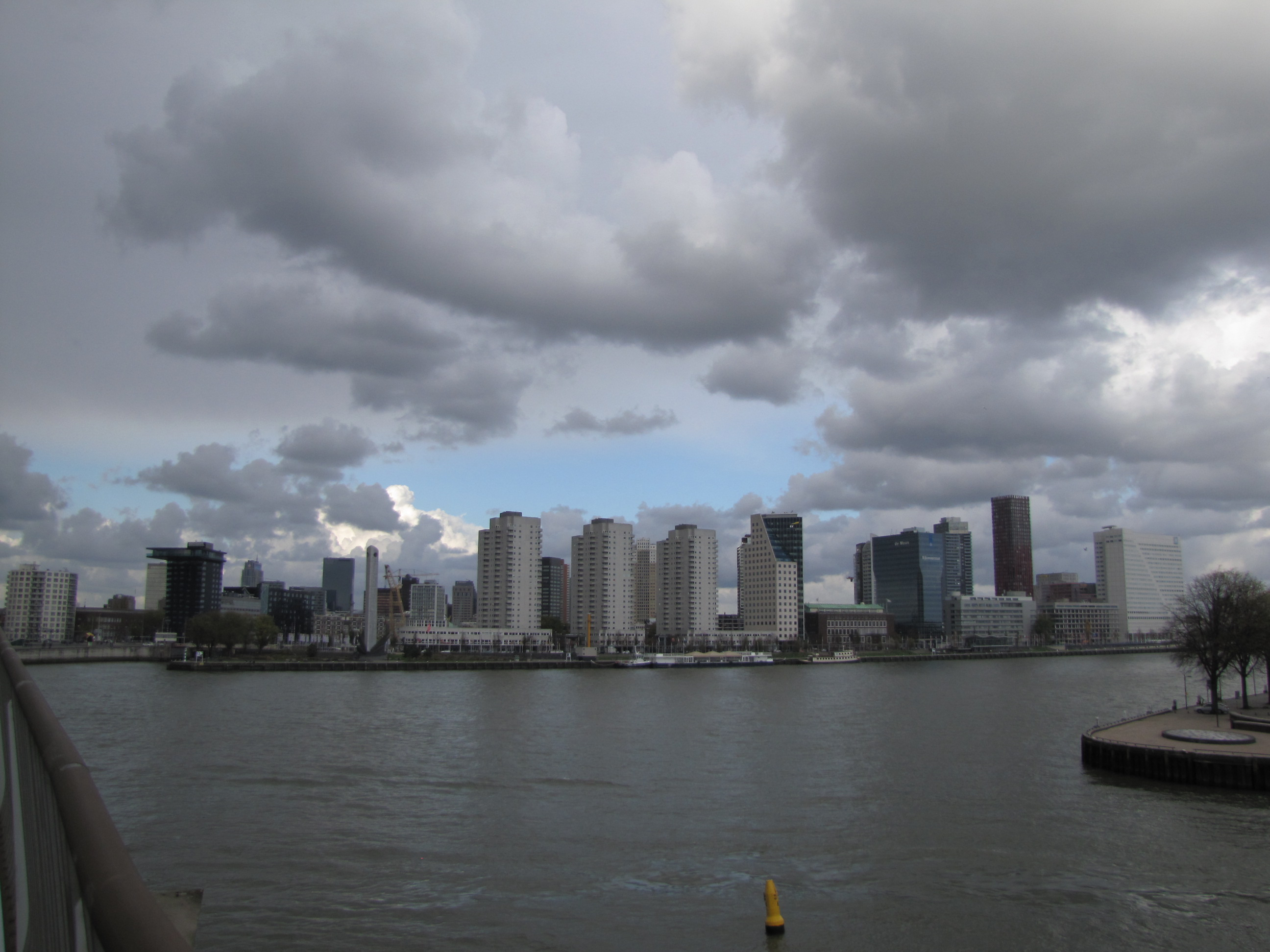
Les trois tours (au centre, en blanc) de la Boompjes en 2017.

Aujourd'hui, la rue reste un important axe de circulation, dans le prolongement du Maasboulevard.
Plusieurs sociétés y ont établi leur siège social, notamment l'agence de l'eau de la Hollande-Méridionale, la Rijkswaterstaat, ou encore la direction générale de la banque centrale néerlandaise.

## Bâtiments remarquables et lieux de mémoire
Aux numéros 266-387, s'élèvent trois gratte-ciel, les « tours résidentielles de la Boompjes » (Woontorens Boompjes), conçus par les architectes Klunder, qui leur a donné des noms de bateau, Klipper (« Clipper »), Schoener (« Goélette ») et Galjoen (« Galion »).

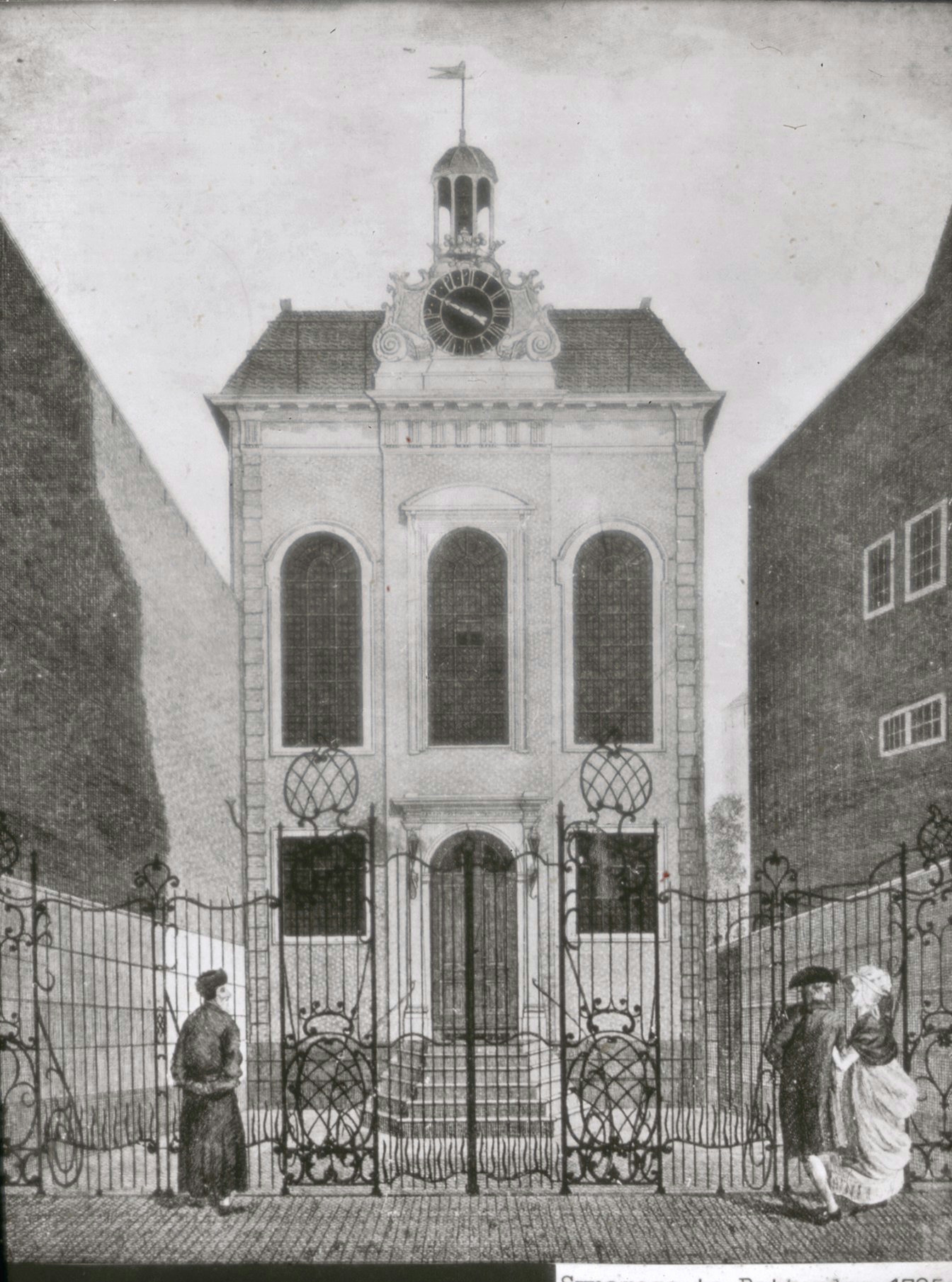
Gravure de l'ancienne synagogue en 1790
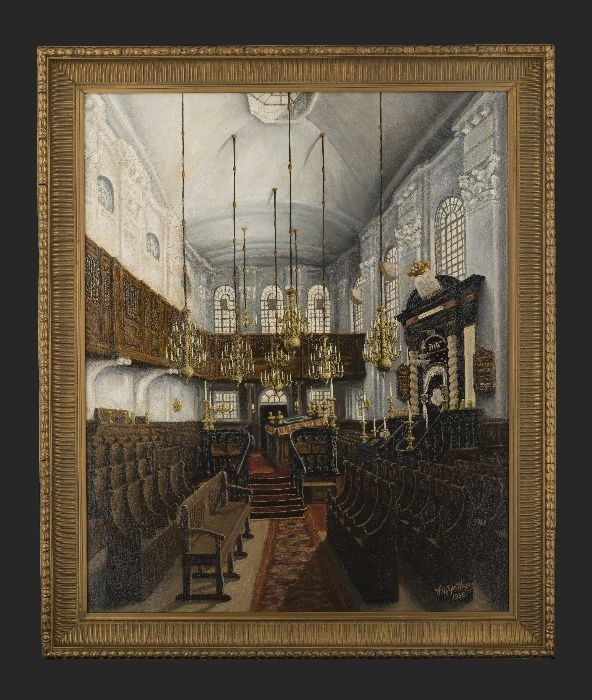
Intérieur de l'ancienne synagogue ashkénaze en 1938
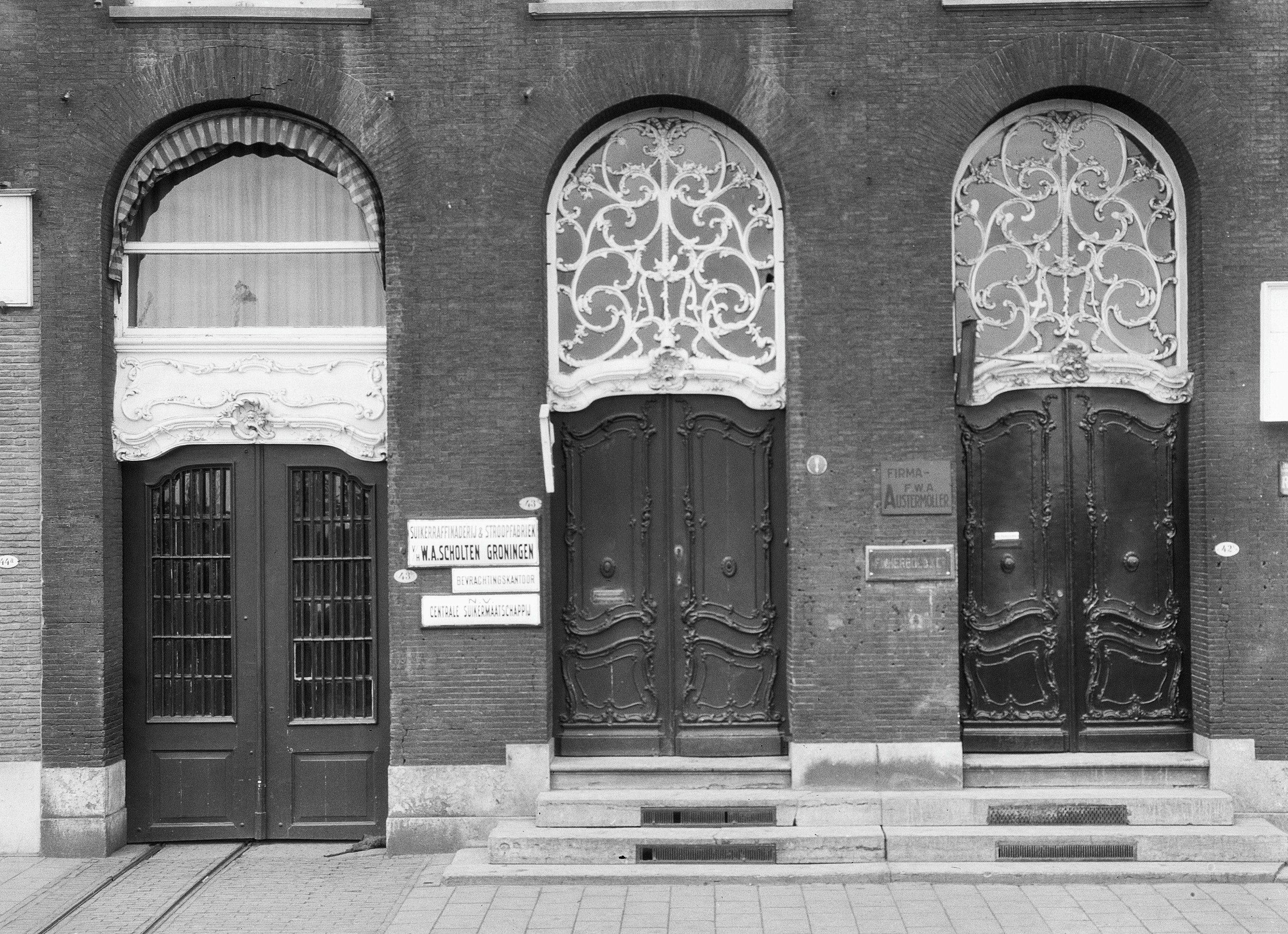
Façades des maisons aux nos 42 et 43
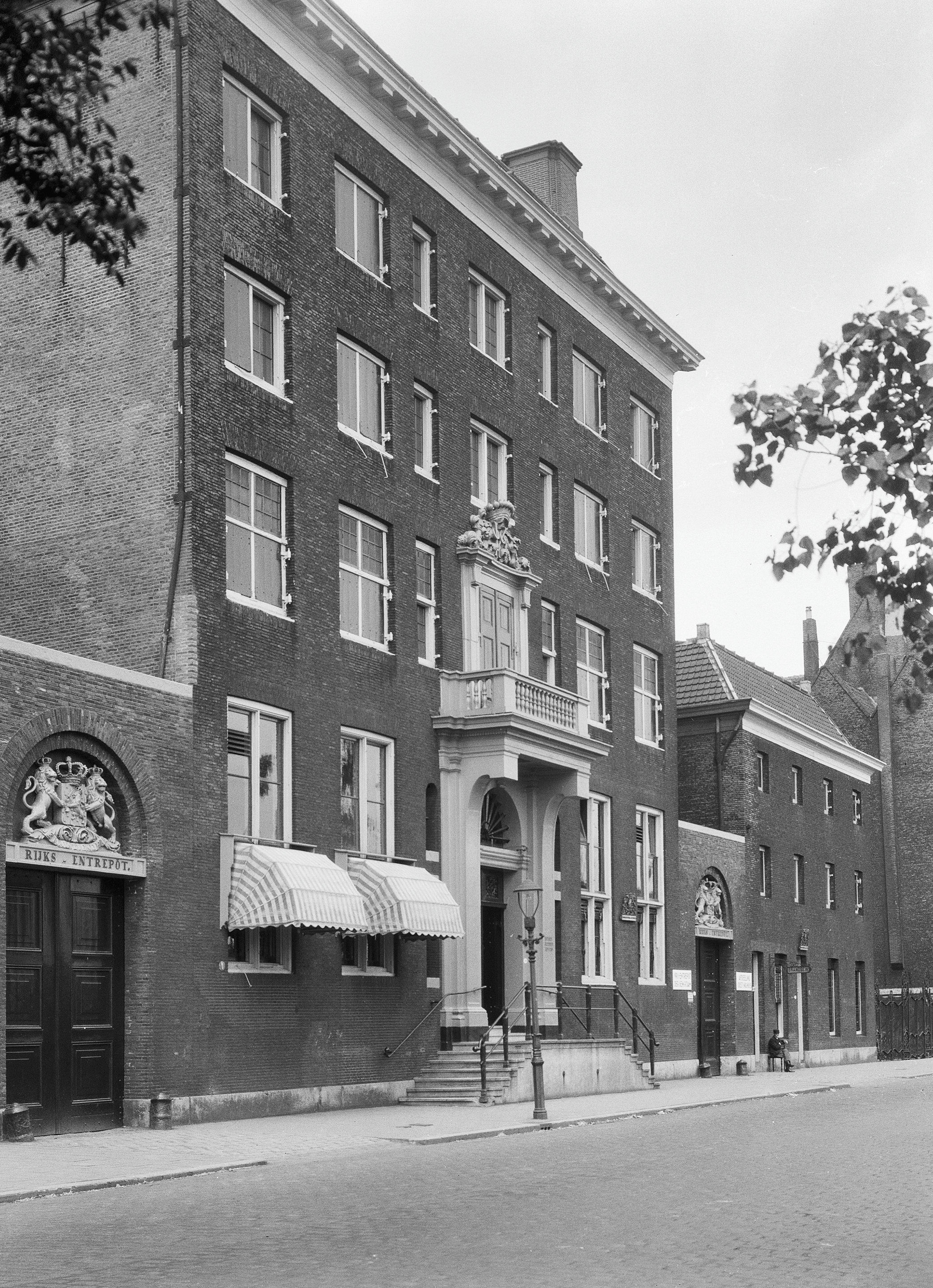
Entrepôt de l'Oost-Indië Huis au no 98
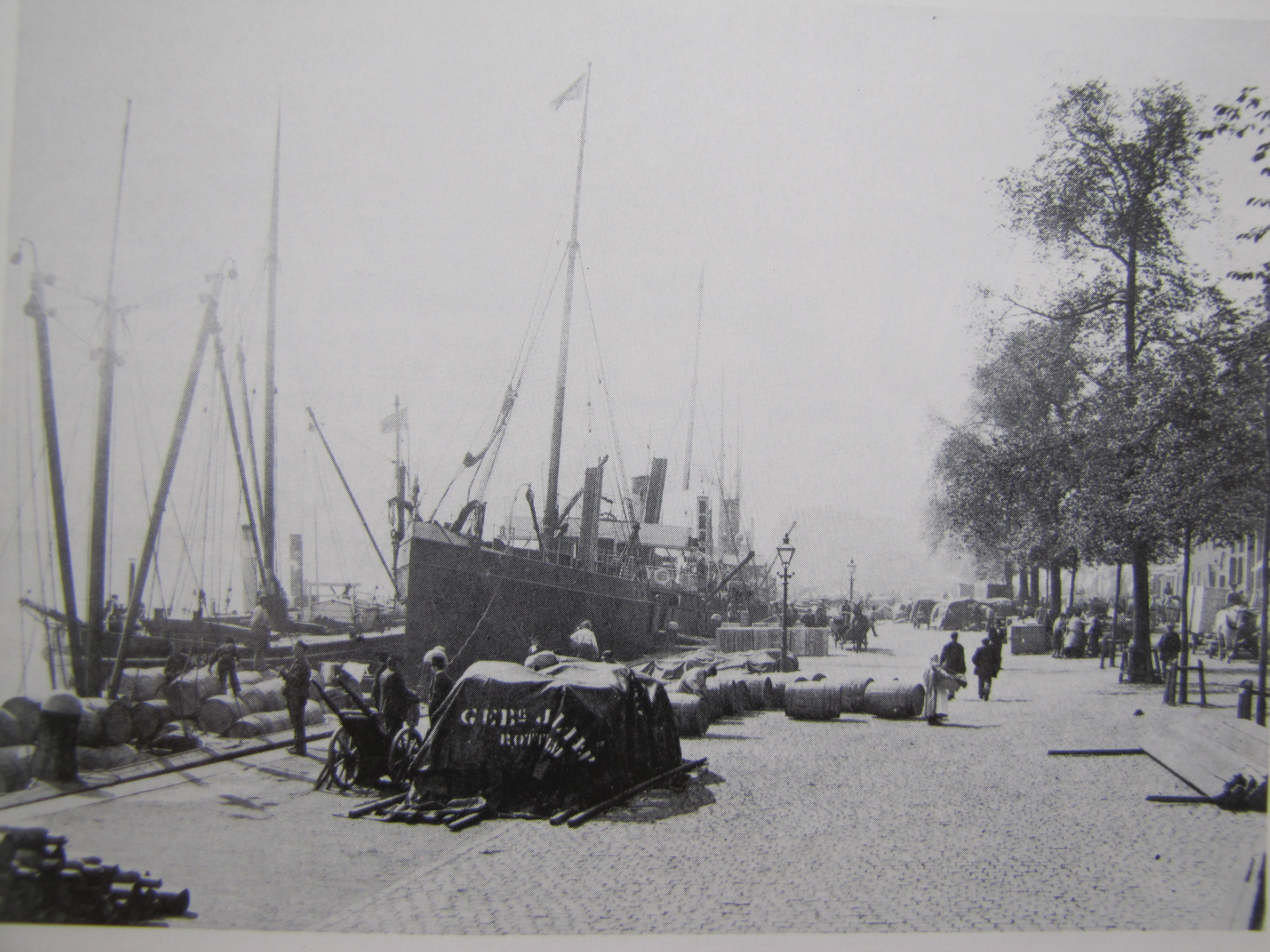
Le Boompjeskade en 1899
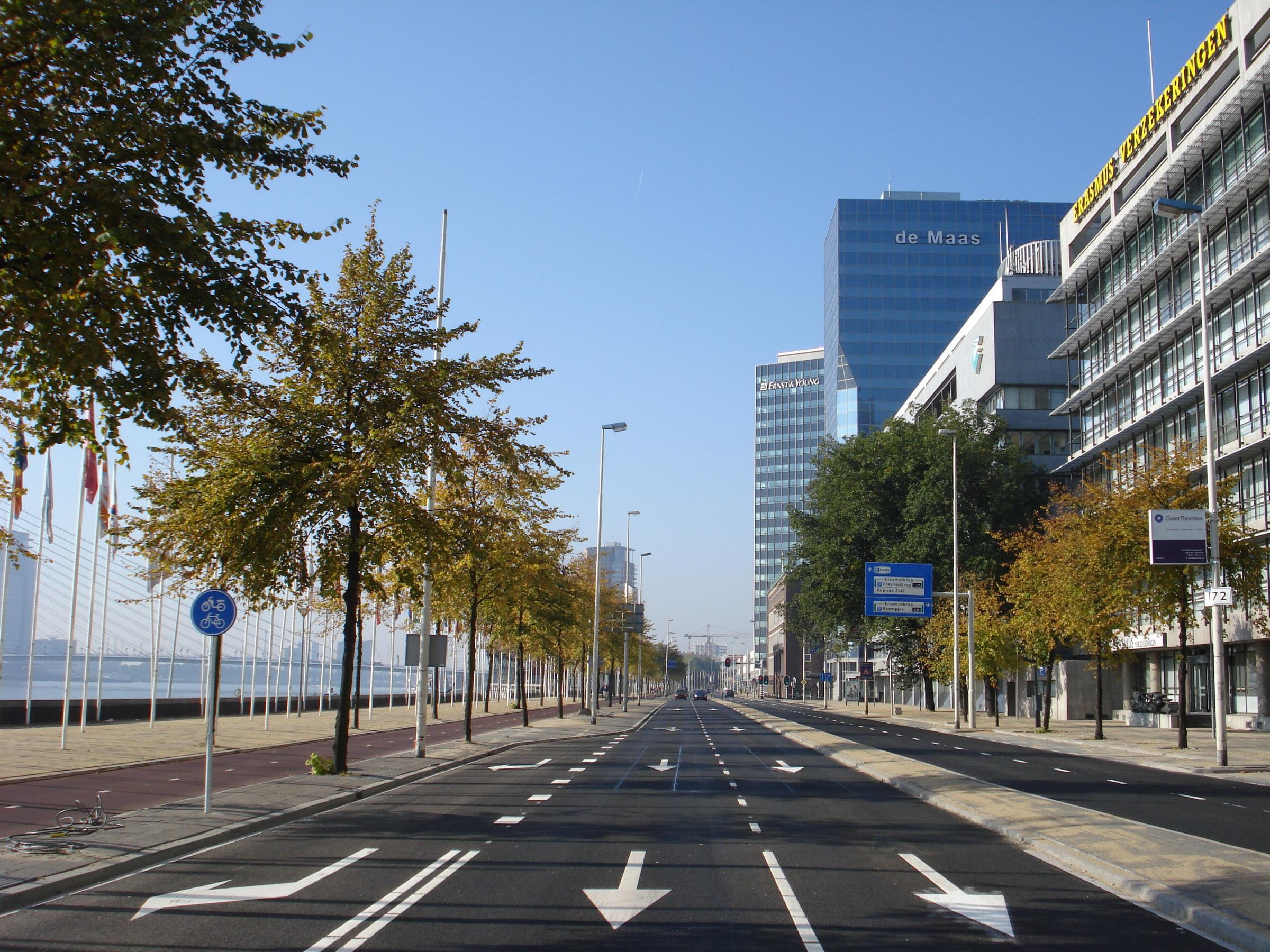
La Boompjes en 2008
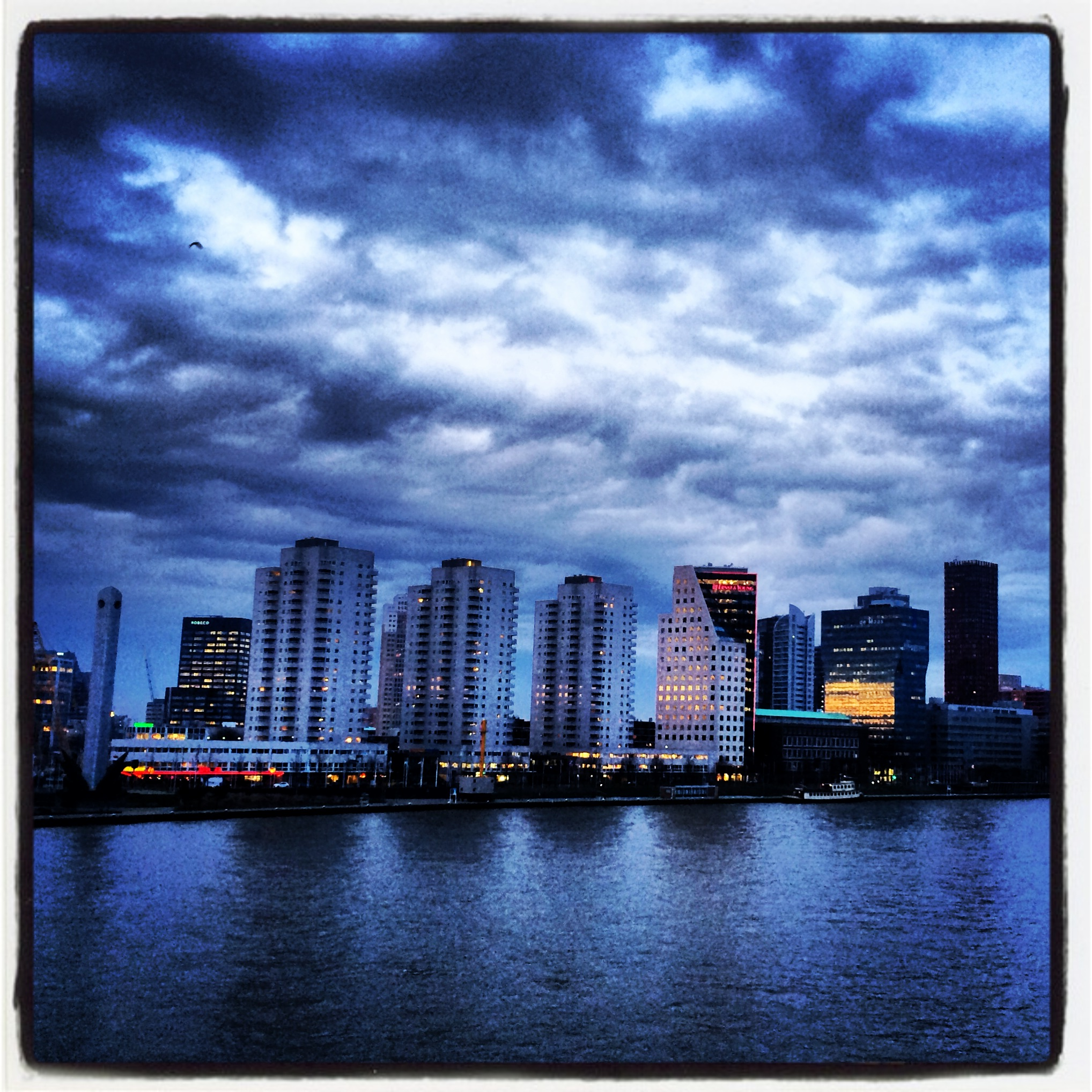
Panorama en 2014